# Saint-Pierre-des-Échaubrognes
Saint-Pierre-des-Échaubrognes là một xã thuộc tỉnh Deux-Sèvres trong vùng Nouvelle-Aquitaine phía tây nước Pháp. Xã này nằm ở khu vực có độ cao trung bình 137 mét trên mực nước biển.